# Grote fopblaaskop
De grote fopblaaskop (Sphiximorpha subsessilis) is een vliegensoort uit de familie van de zweefvliegen (Syrphidae). De wetenschappelijke naam van de soort is voor het eerst geldig gepubliceerd in 1807 door Illiger in Rossi.